# Bronislava Nijinska
Bronislava Nijinska, o Bronislava Fomínichna Nizhínskaya (Minsk 8 de enero de 1891 - Pacific Palisades, 21 de febrero de 1972) fue una bailarina, coreógrafa, maestra de ballet y directora de compañía rusa de origen polaco, y nacionalizada estadounidense. Como su hermano Vaslav Nijinsky estudió en la Escuela Imperial de Danza anexa al Teatro Mariinski de San Petersburgo y formó parte como solista y coreógrafa de los Ballets Rusos de Diaghilev desde su creación en 1909 hasta 1924. En 1940, se instaló en Los Ángeles (EE. UU.) donde abrió una escuela de danza y colaboró como coreógrafa con compañías de EE. UU. Después de la Segunda Guerra Mundial fue maestra de ballet del Grand Ballet du Marquis de Cuevas. Nijinska es con Isadora Duncan, Mary Wigman, Loïe Fuller, Ruth Saint Denis o Gret Palucca una de las pioneras que abrió el campo de la coreografía a las mujeres. Se la considera una de las precursoras del modern dance norteamericano.

## Carrera profesional

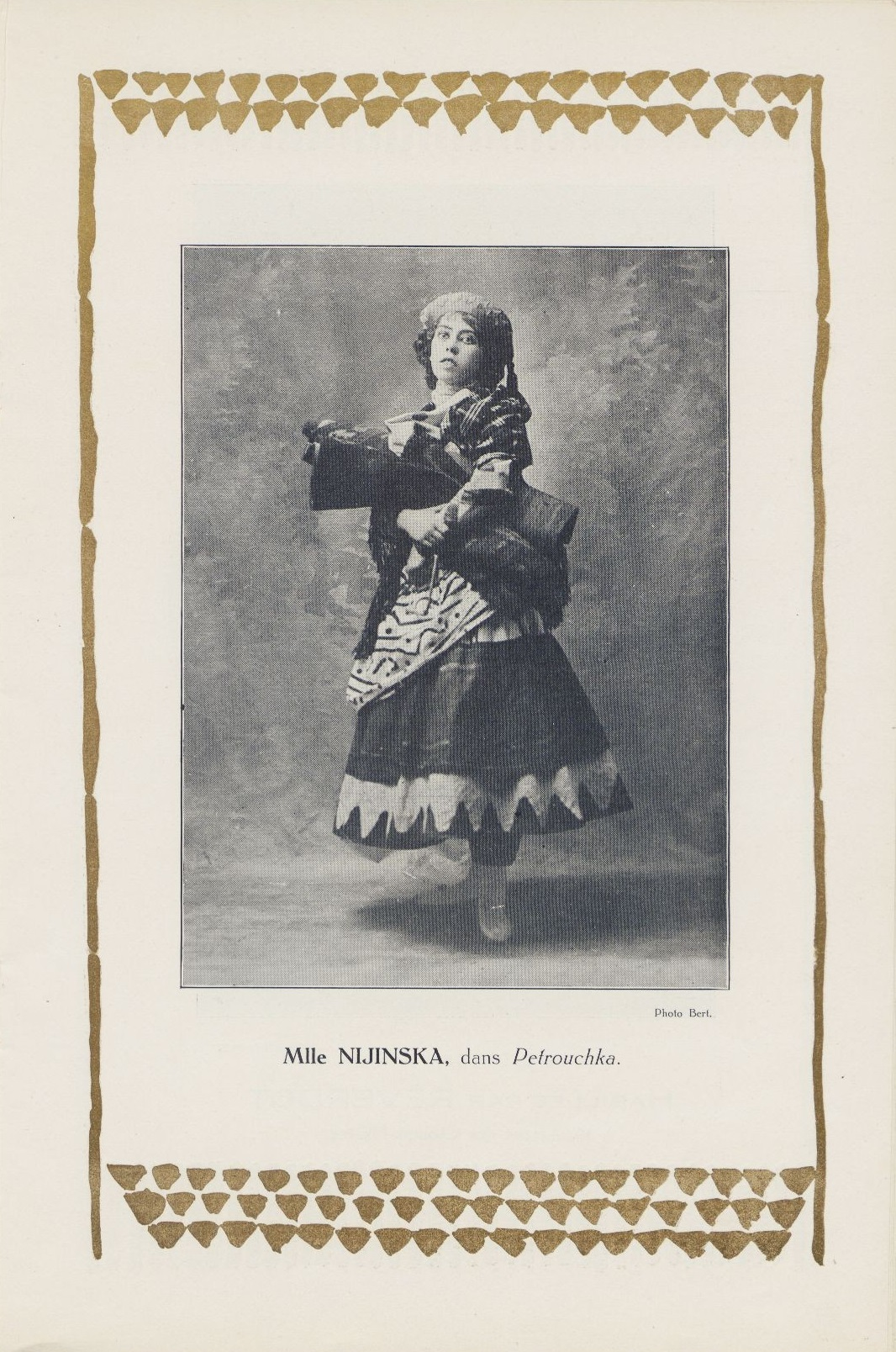
Bronislava Nijinska en Petrouchka. Desde el Théâtre des Champs-Elysées. Saison Russe. 23 de mayo de 1913. Ballets Russes Programs, 1907-1929 (MS Thr 965 [7). Colección de Harvard, Houghton Library, Harvard University

### Mariinski y Ballets Rusos
Como hija mayor de Tomasz [Foma] y Eleonora Nijinski, dos bailarines polacos que con una pequeña compañía itinerante actuaban en los escenarios del amplio imperio zarista, Bronislava (Bronia) Nijinska tomó pronto contacto con el mundo de la danza. En 1900, entró como alumna en la Escuela Imperial de Danza de San Petersburgo, donde siguió las clases de Nicolai Legat y Cecchetti y se graduó en 1908. Cuando Diaghilev reunió los Ballets Rusos para una primera visita a París en 1909, Nijinska formó parte como solista de la compañía encabezada por Pavlova, Karsavina y Nijinski. Sin dejar de cumplir sus obligaciones con la compañía del Mariinski, participó en las giras de los Ballets Rusos de 1910, 1911 y 1912 por las capitales europeas y fue solista en numerosos ballets, creando papeles como el de Papillon en Carnaval (1910) y Bayadère en Le Dieu Bleu (1912) e interviniendo en el estreno de L´Après-midi d´un faune (mús, Debussy) (1912) al lado de su famoso hermano Vaslav. Ese año durante la estancia de los Ballets Rusos en Londres Nijinska contrajo matrimonio con el bailarín Alexander Kotchetovsky. Su próxima maternidad le impidió participar en las obras clave coreografiadas por su hermano: Jeux (mús. Debussy) y Le Sacre du Printemps (mús. Stravinsky), estrenada esta última en París el 28 de mayo de 1913 con un enorme escándalo. Tampoco acompañó a los Ballets Rusos en agosto de ese año en la gira por Sudamérica de consecuencias tan transcendentales para el futuro de la compañía. Las noticias del matrimonio de Nijinski y de su ruptura con Diaghilev durante esa gira le llegaron a Nijinska en San Petersburgo donde en compañía de su madre esperaba su primera hija, Irina. Por solidaridad con su hermano también rompió con Diaghilev.
Al declararse la Primera Guerra Mundial en agosto de 1914 y cerrarse las fronteras se interrumpió la comunicación entre Nijinska y su hermano, retenido en Austria, y también con la compañía de Diaghilev inmovilizada en Suiza. A pesar de las dificultades en un país sacudido por la guerra siguió bailando y haciendo experimentos coreógraficos. A comienzos de 1918, Nijinska huyó con su familia de la Revolución rusa a Kiev donde abrió una escuela, bailó en la Ópera y dio a luz a su hijo Leon. En 1921, ya separada de su marido, abandonó definitivamente Rusia y se instaló en Viena. Por entonces Diaghilev había conseguido crear una base para los Ballets Rusos en Montecarlo y proyectaba una temporada en Londres con un montaje ambicioso de La Bella Durmiente (The Sleeping Princess) para el que invitó a colaborar a Nijinska como coreógrafa.

### Años veinte con Diaghilev
Nijinska se trasladó en el verano de 1921 a Londres y contribuyó con varias coreografías para The Sleeping Princess, estrenado en otoño. A este primer trabajo fruto de la reconciliación con Diaghilev siguió una serie de ballets considerados las obras maestras de Nijinska como coreógrafa: Renard (1922), Les Noces (1923), ambas con música de Stravinsky, Les Biches (mús. Poulenc), Les Facheux (mús. Auric) y Le Train Bleu (mús. Milhaud), las tres de 1924. En ellas desarrolló su concepto de la danza que partiendo de la escuela clásica se adentraba en el terreno de la danza expresiva y su nuevo vocabulario. Durante este año Nijinska encontró su nueva pareja en Nicholas Singayevsky, un antiguo alumno suyo de Kiev al que estaría unida hasta el final de su vida. 
La llegada a los Ballets Rusos de dos jóvenes coreógrafos, Serge Lifar y George Balanchine, ambos procedentes de la URRS, fue sentida por Nijinska como una intromisión en su terreno y se decidió a abandonar los Ballets Rusos. Después de una temporada (1926/27) como maestra de ballet en el Teatro Colón de Buenos Aires Nijinska volvió a París para trabajar con la compañía de Ida Rubinstein para la que coreografió entre otros Le Baiser de la fée (1928) (mús. Stravinsky), Bolero y La Valse (ambas 1928, mús. Ravel).

### Años treinta y después
Los años treinta fueron para Nijinska una época de gran movimiento entre diferentes compañías, países y continentes. Colaboró entre 1932 y 1935 con los Ballets Rusos de Montecarlo, el intento de los empresarios René Blum y De Basil de revivir la compañía de Diaghilev. Viajó a Hollywood para hacer las coreografías de la legendaria película de Max Reinhardt sobre El sueño de una noche de verano de Shakespeare. Se hizo cargo en Londres de montajes de sus ballets para la compañía Markova - Dolin en 1937 y fue directora artística del Ballet Polonais de París (1937-1939). En otoño de 1939, poco después del estallido de la Segunda Guerra Mundial partió rumbo a Nueva York, donde invitada por el Ballet Theatre (más tarde American Ballet Theatre recreó el ballet La Fille mal gardée. Ante la difícil situación internacional decidió establecerse en los Estados Unidos, en Pacific Palisades, cerca de Hollywood y del núcleo creativo de los exilados europeos allí reunidos. La acompañaban su marido Singayevsky y su hija Irina, su hijo Léon había fallecido ya en 1935 a causa de un accidente de tráfico.
Aunque ya había dejado de bailar siguió trabajando en su escuela de danza y con diversas compañías norteamericanas, entre ellas el International Ballet creado en 1944 por el balletómano y mecenas George de Cuevas. La colaboración con de Cuevas continuó después de la guerra con el Grand Ballet du Marquis de Cuevas en el que Nijinska fue coreógrafa y maestra de ballet hasta entrados los años cincuenta. En sus últimos años aún recreó para el Royal Ballet, por invitación del entonces director Frederick Ashton, sus ballets emblemáticos Les biches (1964) y Les noces (1966).
Nacionalizada estadounidense en 1949, Nijinska murió a los 81 años de una parada cardiaca en Pacific Palisades, dejaba a su hija Irina, su yerno y dos nietos. Su marido Singayevsky había fallecido en 1968.
Las memorias de Nijinskja Early Memoirs (Nueva York 1981) contienen valiosos materiales sobre su propia biografía, la vida de Nijinski y la historia de los Ballets Rusos.